# Frigidus menti csata
A Frigidus menti csata a Frigidus (ma Vipava) folyónál, a mai Szlovénia területén zajlott 394. szeptember 6-án. A szembenálló felek a Keletrómai Birodalom (I. Theodosius vezetésével) és a Nyugatrómai Birodalom (Eugenius vezetésével) voltak. A csata I. Theodosius és csapatai győzelmével ért véget.

## Előzmények

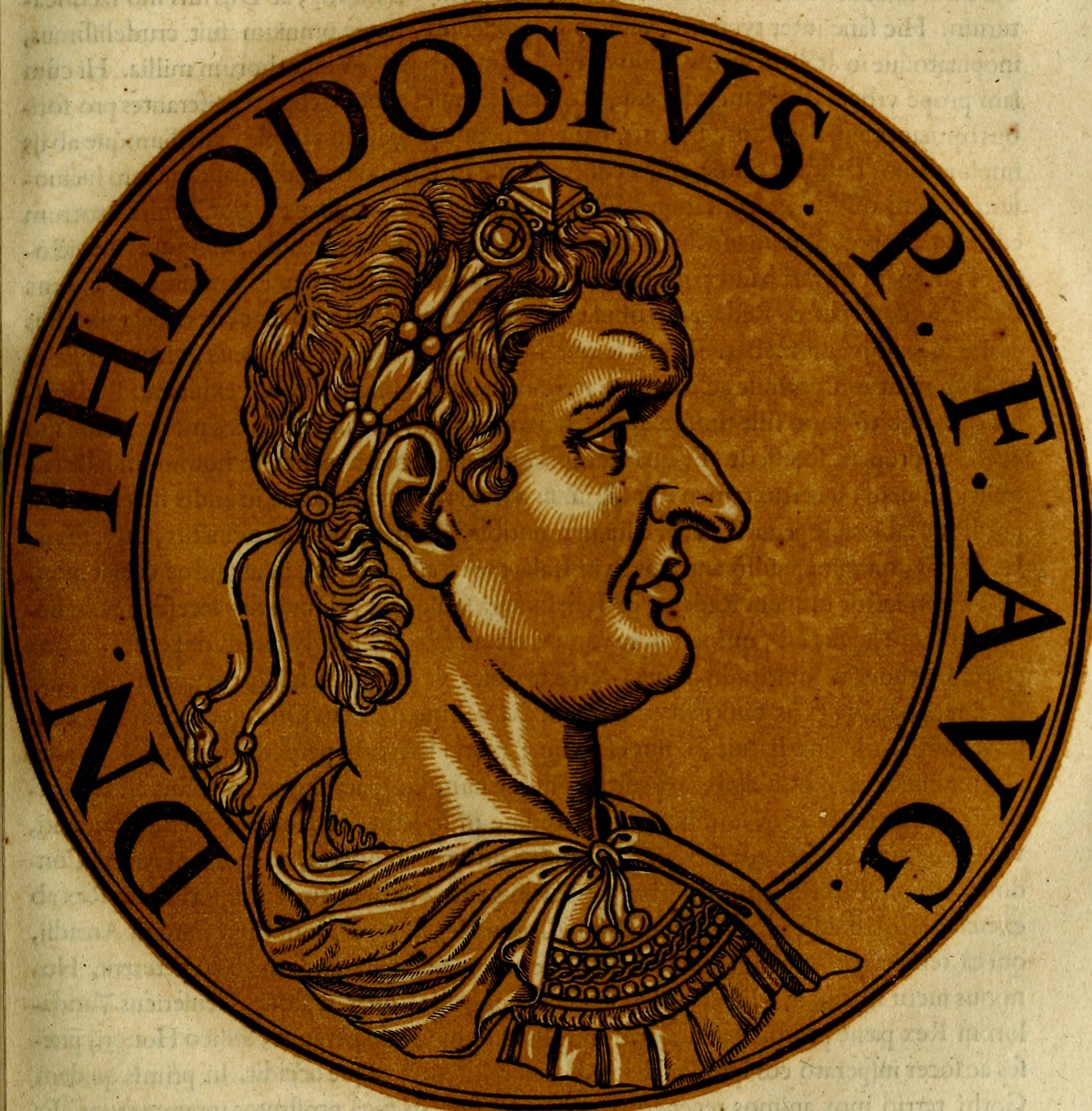
Theodosius, a csata győztese, a történelemben utoljára egységes Római Birodalom császára.

A Száva menti csata után II. Valentinianus és I. Theodosius újjászervezték a Római Birodalmat, megújuló hadjáratokat vezettek a betörő germánok ellen. E hadjáratokban tűnt ki Arbogast, aki a Rajna mellett állomásozó légiók fővezére volt, egyébként maga is germán – frank – származású. Arbogast olyannyira elbízta magát saját sikerei miatt, hogy gyakran magával a császárral is gőgösen viselkedett. II. Valentinianus kénytelen volt Arbogast megfosztani minden tisztségétől viselkedése miatt, mire néhány nap múlva 392-ben II. Valentinianust megfojtva találták a saját szobájában, Vindobona (ma Bécs) melletti légióállomáson. I. Theodosiust Arbogast értesítette a császár haláláról, a frank hadvezér úgy informálta a kelet-római császárt, hogy II. Valentinianus öngyilkos lett. Arbogast szeretett volna I. Theodosiusszal személyesen is tárgyalni, de a császár kitért a találkozás elől, azt gyanította – és ezt Galla, II. Valentinianus nővére is megerősítette – hogy az egykori császárt meggyilkolta Arbogasztész. 392. augusztus 22-én Arbogast  Flavius Eugenius kezébe adta a Nyugatrómai Birodalom kormányzását, ő a háttérbe húzódott, de továbbra is de facto ő irányította a birodalmat. Eugenius tett néhány engedményt a lakosság pogány részének: Itáliában fölújították a pogány szokásokat, visszaállították a szenátusba Victoria istennő szobrát, fényes ünnepi meneteket tartottak a Vesta-szüzek és a pontifexek, augurok.  Milánó püspökét, Szent Ambrust azzal fenyegették meg, hogy a milánói főtemplomot istállóvá fogják alakítani. Theodosius a saját kilenc éves fiát, Honoriust nevezte ki a Birodalom nyugati felének császárává és hogy támadást intézett Eugenius és Arbogast ellen.

## Előkészületek
393-ban megkezdték az inváziós tervek kidolgozását, fővezérnek Flavius Stilichót nevezték ki. Lükopolisz egyiptomi városból szerzetesek érkeztek Konstantinápolyba és igyekeztek meggyőzni a császárt a hadjárat mielőbbi megkezdéséről, melynek sikeres végrehajtása esetén megtörnék a nyugati, ariánus kereszténységet is. A hadsereg 394 májusában indult el Konstantinápolyból, a légiók nagyrészt barbárokból, így például 20000 vizigót harcosból álltak. Maga I. Theodosius is a hadseregével tartott, Stilicho fővezér és a vizigót uralkodó Alarik és Bacurius társaságában. Arbogasztész nem az Alpokban állomásozott, hanem Itáliában vonta össze erőit, így Theodosius könnyen átkelt a Júliai-Alpokon és szeptemberre megérkezett a Frigidus folyóhoz, Aquileia térségébe.

## A csata

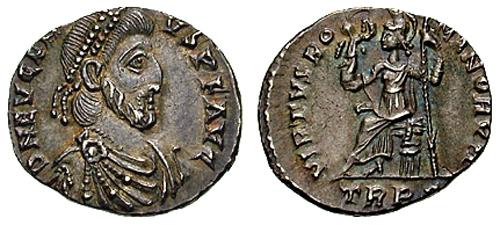
Flavius Eugenius római érmén. A csata után kivégezték.

I.Theodosius szeptember 5-én kezdte meg a támadást a vizigót harcosok rohamával, mely roham megtört a sikeresen védekező Arbogasztész hadai miatt, Bacurius hibériai vezér is elesett a támadásban. A nap végére Eugenius ünnepeltette a katonáit, hogy sikeresen megvédték pozícióikat, miközben Arbogasztész egyes egységei elzárták a Júliai-Alpokban a visszavezető utakat, így I. Theodosius csapatait csapdába zárták. Szeptember 6-án a csüggedt keletrómai seregeket Theodosius újból harcra tüzelte fel, és egy utolsó nagy rohamra indultak a nyugatrómai seregek ellen. Az időjárás I. Theodosiust segítette: a keresztények máig csodaként tekintenek az eseményekre. A nyugatrómai seregek íjászai hiába lőtték ki nyilaikat, azokat az Alpokból lezúduló heves szélvihar visszasodorta, a nyilak nem érték el a keletrómai támadó vonalat. A heves szélvihar közben Theodosius csapatai sebesülés nélkül elérték a nyugatrómai sereget és a nap végére döntő győzelmet arattak felettük. A csata után Flavius Eugenius fogságba került és lefejezték, Arbogast a kardjába dőlt.

## Eredmények
A költséges hadjárat I. Theodosius számára megtérülő vállalkozás volt: a pogányság katasztrofális vereséget szenvedett és a történelemben Európában többé már nem képezett meghatározó tényezőt. A Nyugatrómai Birodalom megszállás alá került, a Római Birodalmat megújították, újból és egyben utoljára a történelemben egységes birodalom jött létre. I. Theodosius a pogány testületeket feloszlatta, szertartásaikat eltiltotta, templomaikat bezáratta. A csatában a nyugatrómai légiók nagy része megsemmisült így szükség volt a birodalom körül gyülekező barbár-germán seregekkel való kapcsolatfelvételre és kiegyezésre. A nyugatrómai seregeket végérvényesen germán harcosok alkották, megkezdődött a germánok betelepülése a birodalomba. 